# 330
Évszázadok: 3. század – 4. század – 5. század
Évtizedek: 280-as évek – 290-es évek – 300-as évek – 310-es évek – 320-as évek – 330-as évek – 340-es évek – 350-es évek – 360-as évek – 370-es évek – 380-as évek
Évek: 325 – 326 – 327 – 328 –  329 – 330 – 331 – 332 – 333 – 334 – 335

## Események

### Római Birodalom
- Flavius Gallicanust és Aurelius Valerius Symmachus Tullianus választják consulnak.
- május 11. – Constantinus császár felavatja a Byzantium nagyarányú kibővítésével létrehozott új fővárost, Nova Romát (amelyet rövidesen átneveznek Constantinopolisra).
- A gótok feldúlják a Don torkolatánál fekvő Tanaisz városát.
- Az Antiochiában összehívott zsinaton leváltják a paráználkodással vádolt, antiariánus Eusztathiosz pátriárkát.

### Kína
- Az északi-kínai, hsziungnu vezetésű állam, Kései Csao alapítója, Si Lö - miután annektálta a rivális Han Csaót - felveszi a császári címet.

## Születések
- Nagy Szent Vazul, keresztény teológus
- Ifjabb Szent Makrina, keresztény aszkéta
- Etiópiai Szent Mózes, keresztény remete

## Halálozások
- Helena, Constantinus császár anyja
- III. Tiridatész, örmény király

## Fordítás
- Ez a szócikk részben vagy egészben  a(z)   330 című angol Wikipédia-szócikk ezen változatának fordításán alapul.  Az eredeti cikk szerkesztőit annak laptörténete sorolja fel. Ez a jelzés csupán a megfogalmazás eredetét és a szerzői jogokat jelzi, nem szolgál a cikkben szereplő információk forrásmegjelöléseként.